# Tatjana Kolomeets
Tatjana Nikolajevna Kolomeets (Russisch: Татьяна Николаевна Коломеец; geboortenaam: Углицких; Oeglitskich) (Pjatigorsk, Kraj Stavropol, 7 januari 1963), is een voormalig basketbalspeelster die uitkwam voor Dinamo Novosibirsk in de Sovjet-Unie. Ze behaalde de onderscheiding Meester in de sport van de Sovjet-Unie.

## Carrière
Kolomeets speelde voor Dinamo Novosibirsk. Ze won met Dinamo het landskampioenschap van de Sovjet-Unie in 1986, 1987 en 1988. Ze werd tweede in 1985 en derde in 1981 en 1982. Met Dinamo verloor Kolomeets twee keer de EuroLeague Women in 1987 en 1988. In 1987 verloor Kolomeets van Primigi Vicenza uit Italië met 86-73. In 1988 verloor Kolomeets wederom van Primigi Vicenza uit Italië met 70-64. Na die laatste finale zakte Dinamo weg uit de top van het Europese basketbal. Kolomeets won een keer de Ronchetti Cup in 1986. De finale werd gewonnen van BSE Boedapest uit Hongarije met 81-58.

## Erelijst
- Landskampioen Sovjet-Unie: 3
  - Winnaar: 1986, 1987, 1988
  - Tweede: 1985
  - Derde: 1981, 1982
- EuroLeague Women:
  - Runner-up: 1987, 1988
- Ronchetti Cup: 1
  - Winnaar: 1986